# SN 2006oe
SN 2006oe – supernowa typu Ia odkryta 28 października 2006 roku w galaktyce A232127+0107. W momencie odkrycia miała maksymalną jasność 22,00m.